# Sandra Kegel

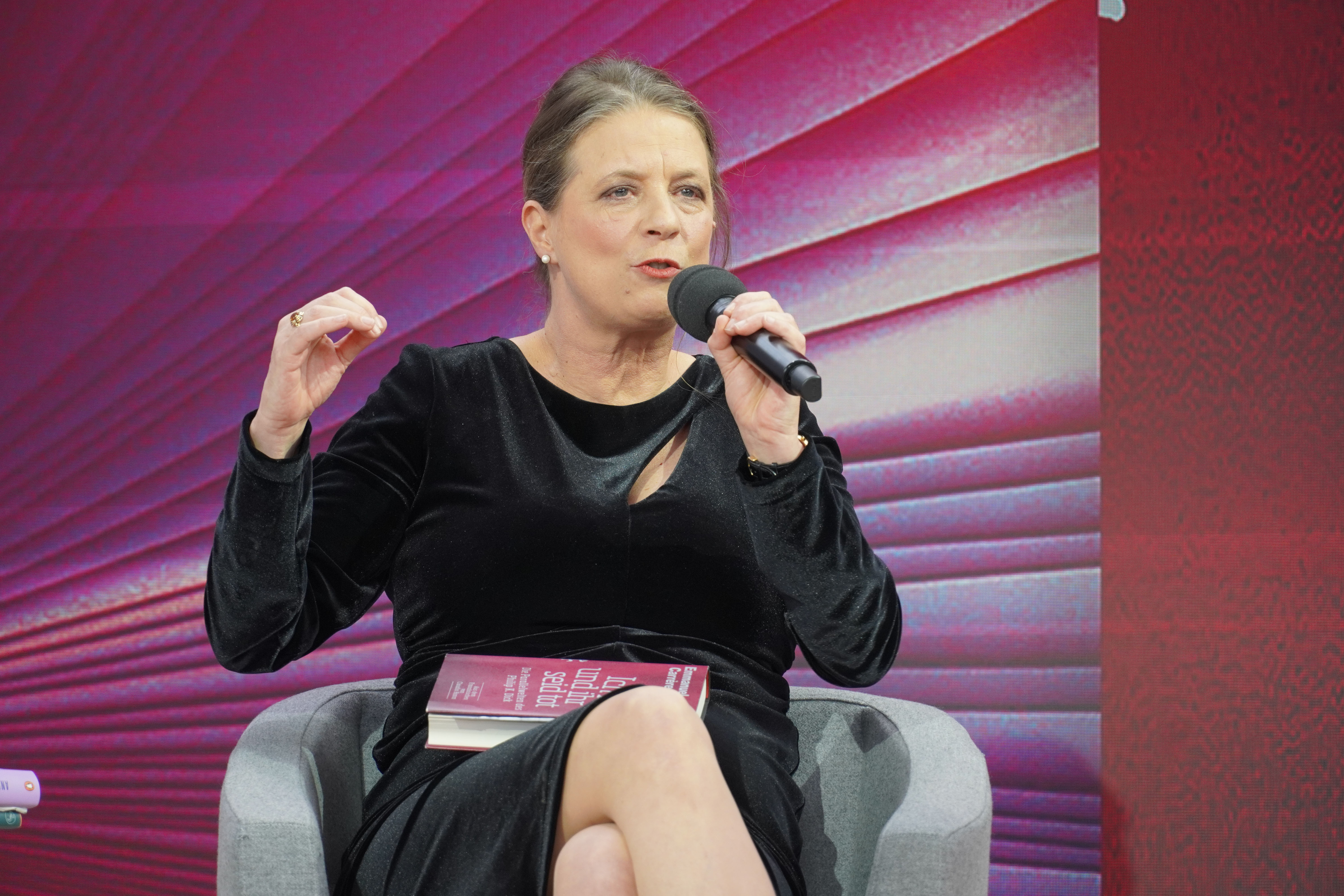
Sandra Kegel bei der Leipziger Buchmesse 2025

Sandra Kegel (* 3. September 1970 in Frankfurt am Main) ist eine deutsche Literaturkritikerin und Journalistin. Sie ist Ressortleiterin des Feuilletons der Frankfurter Allgemeinen Zeitung.

## Leben
Sandra Kegel studierte nach dem Abitur zunächst Literaturwissenschaft in Aix-en-Provence, später Germanistik, Romanistik sowie Theater-, Film- und Medienwissenschaft in Wien und in Frankfurt am Main. Sie schloss ihr Studium im Jahr 1996 mit dem Magister ab.
Nach einer Zeit als freie Mitarbeiterin beim Hörfunk und bei mehreren Zeitungen hospitierte sie beim Feuilleton der Frankfurter Allgemeinen Zeitung und war danach noch eine Zeitlang in der Nachrichtenredaktion tätig, bevor sie 1999 feste Redakteurin im dortigen Feuilleton wurde. Von 2008 bis 2019 war sie für das Ressort Literatur und Literarisches Leben zuständig. Seit Oktober 2019 ist Kegel zusammen mit Hannes Hintermeier verantwortliche Redakteurin des Feuilletons.
Neben ihrer journalistischen Arbeit wirkt sie in den Jurys mehrerer Literaturpreise mit, so beim Preis der Leipziger Buchmesse, beim Friedrich-Hölderlin-Preis der Stadt Bad Homburg, seit 2022 beim Hermann-Hesse-Literaturpreis und drei Jahre lang (2015–2017) beim Ingeborg-Bachmann-Preis. Zudem gehört sie (Stand 2019) zum festen Kritiker-Quartett der ZDF-Literatursendung Buchzeit.
Im Jahr 2021 wurde Kegel in die Jury des Deutschen Buchpreises berufen. Sie ist verheiratet und hat zwei Kinder.

## Kontroverse
Am 5. Februar 2021 veröffentlichte Kegel einen Kommentar in der Frankfurter Allgemeinen Zeitung, in welchem sie dem, am 4. Februar 2021 im Süddeutsche Zeitung Magazin veröffentlichten, Manifest #ActOut "Kalkül im Ringen um Aufmerksamkeit bei Verkennung der Verhältnisse" bescheinigte: „Natürlich lassen sich Gegenbeispiele von Hollywood bis „Soko“ finden, und dass Unterzeichner [...] an Unterbeschäftigung litten aufgrund verschlossener Türen, hat ihre Dauerpräsenz nicht vermuten lassen. Womöglich sind ja die Türen, die sie „aufmachen wollen“, bereits sperrangelweit offen. Vielleicht aber quietschen sie auch noch gehörig.“ Zudem erklärte Kegel, dass die entsprechende Diskussion längst geführt werde.
Ihr Beitrag löste eine Kontroverse aus. Dass Kegel die Diskussion als „längst geführt“ bezeichnete, zeugt für den Regisseur Kai S. Pieck von „fehlender Branchenkenntnis“. #ActOut sei „nicht bloß eine PR-Aktion für Schauspielende, die bisher zu wenig Aufmerksamkeit bekommen haben“, schrieb der Initiator der Queer Media Society, die die Initiative #ActOut unterstützt hatte, in einem Offenen Brief an Sandra Kegel. „Es ist das Aufdecken von Missständen nicht nur in unserer Branche, sondern in unserer Gesellschaft“.
Als Kegel bei einem Video-Talk der Grundwertekommission des SPD-Kulturforums auftreten sollte, kam es vonseiten der SPDqueer zur Forderung sie wieder auszuladen. Die Organisatoren lehnten das ab, beteiligten jedoch zwei Unterzeichner von #ActOut, Bettina Hoppe und Heinrich Horwitz, sowie den Autor Johannes Kram an der Diskussion. "Was dann geschah war so unverständlich wie schwer auszuhalten.", beschrieb der LSVD in einer Pressemitteilung vom 19. Februar 2021 den Ablauf des Abends. "So wollte Kegel ihren Artikel zu #actout unter anderem als „Ideologiekritik“ verstanden wissen.", was Johannes Kram als "rechten bis rechtsradikalen Sprech" bezeichnete. Er erhob außerdem den Vorwurf der Homophobie und fordert von der SPD "nun einen gründlichen öffentlichen Faktencheck ihrer Talk-Sendung". Die SPDqueer Pankow drückte im Anschluss in einer Stellungnahme vom 21. Februar 2021 ihr Entsetzen aus. Auch das Kulturforum veröffentlichte eine Stellungnahme mit der Bitte um Entschuldigung für entstandene Verletzungen.
Andere Teilnehmer der Veranstaltung verteidigten Sandra Kegel. So merkte etwa der Verleger Helge Malchow an, der Ton erinnere ihn an "stalinistische Schauprozesse". Andrian Kreye kritisierte in der Süddeutschen Zeitung "Mob-Reflexe", die einen Gegner "zerstören" wollen würden." Er räumte aber auch ein: "Man muss Sandra Kegels Text nicht in Schutz nehmen. Der war [...] von einer Taubheit für Untertöne und gesellschaftliche Realitäten geprägt. Er basierte auf der ethischen Verfehlung in so vielen Debatten: mit dem Aufwiegen von einem Leid das Leid anderer zu relativieren. Kegel tat das, indem sie den Kampf der Frauenbewegung für die Legalisierung der Abtreibung zitierte, um den Kampf der LSBTI-Schauspielenden kleinzulächeln."

## Auszeichnungen
- 2005: Ravensburger Medienpreis für den Artikel: Wir Rabenmütter in der FAZ vom 28. April 2005.

## Schriften
- (als Herausgeberin): Paris. Ein Reiselesebuch. Ellert & Richter, Hamburg 2008, ISBN 978-3-8319-0338-2
- (als Herausgeberin): Prosaische Passionen. Die weibliche Moderne in 101 Short Stories. Übersetzungen aus 25 Weltsprachen. Manesse, München 2022, ISBN 978-3-7175-2546-2

## Belege
1. ↑  Sandra Kegel. In: faz.net. Frankfurter Allgemeine Zeitung GmbH, abgerufen am 15. Dezember 2019.
2. ↑  Das Buchzeit-Team, ZDF, abgerufen am 15. Juli 2019.
3. ↑  197 Romane wollen den Deutschen Buchpreis 2021. In: Börsenblatt. 15. April 2021, abgerufen am 16. April 2021.
4. ↑  Carolin Emcke, Lara Fritzsche: »Wir sind schon da«. 4. Februar 2021, abgerufen am 27. Februar 2021.
5. ↑  Sandra Kegel: Manifest der 185: Selbstbewusstsein und Kalkül. In: FAZ.NET. ISSN 0174-4909 (faz.net [abgerufen am 26. Februar 2021]).
6. ↑  Enrico Ippolito, Der Spiegel: #actout: Es geht um Respekt. Und ja, auch um Geld. Abgerufen am 26. Februar 2021.
7. ↑  Kritik an Outing-Initiative #actout: Homosexuellen wird Kalkül unterstellt. 25. Februar 2021, abgerufen am 26. Februar 2021.
8. ↑  Kai S. Pieck: Offener Brief an Sandra Kegel. 8. Februar 2020, abgerufen am 27. Februar 2021.
9. ↑  Jour Fixe - Kultur schafft Demokratie - mit Sandra Kegel. Abgerufen am 26. Februar 2021.
10. ↑  LSVD: SPD versagt bei Parteinahme für queere Menschen. Abgerufen am 8. März 2021.
11. ↑  Johannes Kram: SPD-Talk zu Act Out: Lügt Sandra Kegel? ZDF widerspricht FAZ-Frau. In: Ich hab ja nichts gegen Schwule, aber. 23. Februar 2021, abgerufen am 26. Februar 2021 (deutsch).
12. ↑  Die SPD und die Identitätsdebatte. 2. März 2021, abgerufen am 21. September 2021.
13. ↑  SPD Pankow: Haltung der SPDqueer Pankow zur Veranstaltung der Grundwertekommission und des Kulturforums der SPD mit Sandra Kegel. 21. Februar 2021, abgerufen am 8. März 2021.
14. ↑  Stellungnahme zum Gespräch mit Sandra Kegel. Archiviert vom Original (nicht mehr online verfügbar) am 3. März 2021; abgerufen am 26. Februar 2021.  Info: Der Archivlink wurde automatisch eingesetzt und noch nicht geprüft. Bitte prüfe Original- und Archivlink gemäß Anleitung und entferne dann diesen Hinweis.
15. ↑  René Pfister: Wer schreit, gewinnt. Der Spiegel, 5. März 2021, abgerufen am 6. März 2021.
16. ↑  Andrian Kreye: Mob-Reflex '21. Süddeutsche Zeitung, 23. Februar 2021, abgerufen am 6. März 2021.
17. ↑  Süddeutsche Zeitung: Der Mob und die #actout-Debatte. Abgerufen am 21. September 2021.
18. ↑  Malte Göbel: „Süddeutsche Zeitung“ gegen Blogger: Der Cancel-Culture-Strohmann. In: Die Tageszeitung: taz. 17. März 2021, ISSN 0931-9085 (taz.de [abgerufen am 21. September 2021]).

| Personendaten    | Personendaten                                 |
| ---------------- | --------------------------------------------- |
| NAME             | Kegel, Sandra                                 |
| KURZBESCHREIBUNG | deutsche Literaturkritikerin und Journalistin |
| GEBURTSDATUM     | 3. September 1970                             |
| GEBURTSORT       | Frankfurt am Main                             |